# Zaza-Gorani
O Zaza-Gorani forma um ramo das línguas iranianas do noroeste. As línguas deste ramo são faladas principalmente no leste da Turquia e no Irã.
Usualmente, elas são classificadas como um braço não-curdo do iraniano noroestino, mas muitos de seus falantes consideram-se etnicamente curdos.

## Línguas
São consideradas partes deste ramo as línguas: Gorani, bajelani, zaza, sarli e shabaki.
Muitos de seus falantes, principalmente os do Zaza, Gorani e Shabaki, consideram-se de etnia curda, embora suas línguas não sejam classificadas diretamente como curdas.